# Fittone

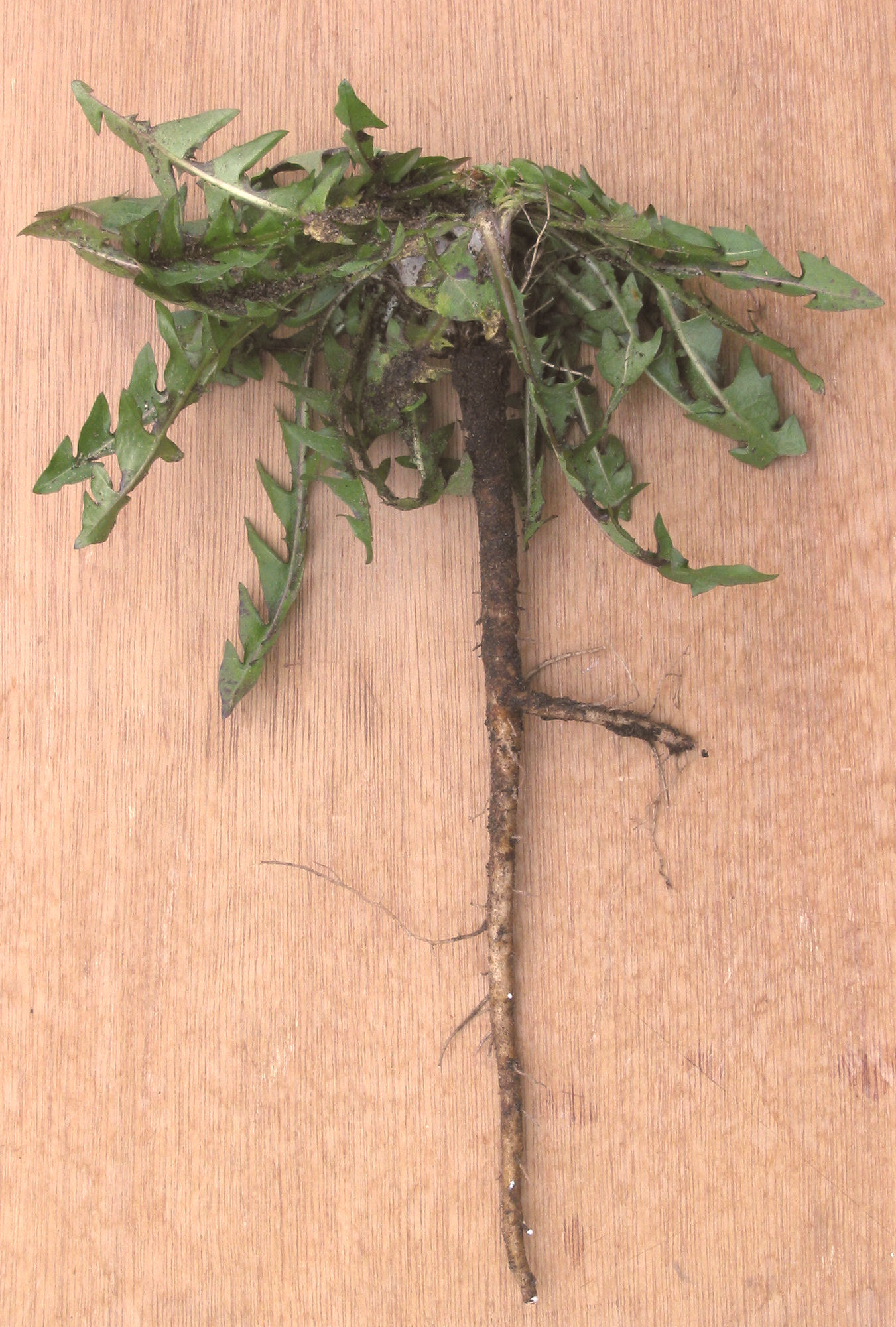
Fittone di Taràssaco comune.

Il fittone è la radice principale delle piante quando le ramificazioni laterali dell'apparato radicale sono meno lunghe e robuste rispetto al suo centrale.

## Caratteristiche

Confronto tra apparato radicale fascicolato (A) e a fittone (B).

Si presenta come un grosso corpo cilindrico a carattere legnoso che scende verticalmente dal fusto della pianta, assicurando ancoraggio e stabilità alla pianta, oltre al normale scopo di trasporto delle sostanze nutritive al corpo emerso del vegetale. Un esempio di fittone è la parte arancione delle carote impiantate saldamente nel terreno grazie ad esso. 
Altra pianta con radice fittonante è il girasole, che grazie a questa struttura intercetta bene l'acqua del terreno, rendendosi così quasi "autonomo" per quanto concerne l'approvvigionamento idrico.
Nelle eudicotiledoni sono presenti radici che si spingono in profondità in modo molto caratteristico. Una radice centrale, infatti, raggiunge la profondità del suolo lasciandosi dietro delle radici laterali le quali si dividono, ulteriormente, in piccole radici. Le radici a fittone scavano nel terreno cunicoli il cui rapporto parte epigea/radice arriva a 1:10; per ogni metro di pianta quindi, si sviluppano circa dieci metri di radici.
Le piante messe in vaso spesso perdono la capacità di penetrare il suolo fino alle falde per l'atrofizzazione del fittone. Una pianta d'albicocco che abbia penetrato dalla nascita il terreno, può raggiungere gli 800 anni di vita.